# Nusalala marginata
Nusalala marginata är en insektsart som beskrevs av Navás 1926. Nusalala marginata ingår i släktet Nusalala och familjen florsländor. Inga underarter finns listade i Catalogue of Life.